# Eloy Fernández Clemente
Eloy Fernández Clemente (Andorra, Teruel; 13 de diciembre de 1942-Zaragoza, 17 de diciembre de 2022) fue un economista e historiador español.

## Biografía
Nacido en la localidad turolense de Andorra, estudió primero en el colegio Calasancio de los Escolapios de Zaragoza.
Debido a sus estudios en los escolapios estuvo vinculado a Acción Católica y a la Juventud Estudiante Católica, por lo que en el 1960 empezó a escribir en la revista El Pilar, editada por el cabildo metropolitano y que entonces estaba dirigida por Leandro Aína al que relevaría del puesto desde el 1963 al 1965. Durante este periodo también fue activo en Radio Popular, donde realizó crítica de cine y numerosas entrevistas a personajes de prestigio.
A partir del 1963 estuvo estudiando en Madrid, viviendo en la calle Donoso Cortés, donde en el número 65 se había inaugurado el colegio mayor San Francisco Javier. Durante su estancia en Madrid asistió a una serie de eventos culturales como cineclubs, conferencias realizadas por el Club de Amigos de la Unesco o a curos temáticos del Museo de América. Estas actividades del colegio mayor le vincularon culturalmente con otros personajes del mundo de la cultura como Carlos Pumares, quien había fundado el cine club del colegio y con quien trabajó en el programa La clave como ayudante de Pumares, quien era asesor cinematográfico del programa además de prologar un trabajo de Carlos sobre directores de cine americano donde reflexionaba sobre los cineclubes.
Tras su matrimonio en el 1966 con la también profesora Marisa Santiago Docanto empezó a dar clases en Teruel, en el colegio Santo Tomás de Aquino de la familia Labordeta y en el 1969 leyó su tesis doctoral en Madrid sobre la Ilustración aragonesa y acabó la carrera de Periodismo, habiendo compaginado todo esto con su labor docente en los colegios de La Salle y del colegio-seminario Las Viñas.
Fue fundador y director de la revista Andalán (1972-1977 y 1982-1987), y también dirigió la Gran Enciclopedia Aragonesa (1978-1982). Formó parte del núcleo fundador del Partido Socialista de Aragón (PSA). Fue catedrático de Historia Económica en la Facultad de Ciencias Económicas y Empresariales de la Universidad de Zaragoza, de la cual ha sido decano en 1996-1999.
Publicó artículos en las revistas Cuadernos para el Diálogo, Historia 16 y Rolde: revista de cultura aragonesa. En 2002 ingresó en la Real Academia de Ciencias Morales y Políticas. Fue el primer presidente de la «Fundación Gaspar Torrente para la investigación y desarrollo del aragonesismo», que volvió a editar El Ebro. Revista aragonesista de pensamiento.
En el mes de julio de 2022 sufrió un ictus, del que se estaba recuperando, cuando falleció en Zaragoza en la madrugada del 17 de diciembre de 2022. Había sido nombrado hijo predilecto de su localidad natal en 2010.

## Obras
- Educación y revolución en Joaquín Costa y breve antología pedagógica (1969).[7]
- La Ilustración Aragonesa (1969).
- Aragón contemporáneo 1833-1936 (1975).
- Estudios sobre Joaquín Costa (1989).
- Ulises en el siglo XX. Crisis y modernización en Grecia, 1900-1930 (1995).
- Portugal en los años veinte. Los orígenes del Estado Novo (1996).[8]
- Gente de Orden. Aragón durante la dictadura de Primo de Rivera (1923-1930) (1997).
- Un siglo de obras hidráulicas en España: de la utopía de Joaquín Costa a la intervención del Estado (2000).
- El recuerdo que somos. Memorias, 1942-1972 (2010).
- Los años de Andalán. Memorias, 1972-1987 (2013).
- Tesón y melancolía. Memorias, 1987-2012 (2015).